# Kaput & Zösky – Chaoten im Weltall
Kaput & Zösky – Chaoten im Weltall (Originaltitel: Kaput and Zösky: The Ultimate Obliterators) ist eine kanadisch-französische Zeichentrickserie, die zwischen 2002 und 2005 produziert wurde. Die Handlung basiert auf den gleichnamigen Comics von Lewis Trondheim.

## Handlung
Die zwei außerirdischen Hohlköpfe Kaput und Zösky haben das Ziel viel Geld zu machen, in dem sie möglichst viele Aliens um die Ecke bringen und für viel Zerstörung zu sorgen. Allerdings leidet Kaput an Selbstüberschätzung und so scheitern die Aktionen der beiden immer wieder auf lustige Weise.

## Produktion und Veröffentlichung
Die Serie wurde zwischen 2002 und 2005 von Futurikon und ToonCan Productions in Frankreich und Kanada produziert. Dabei sind 26 Doppelfolgen. Die deutsche Erstausstrahlung fand am 2. Mai 2007 auf dem Fernsehsender Junior statt. Weitere Wiederholungen erfolgten ebenfalls auf ORF eins.

## Episodenliste
| Folge | deutscher Titel                                                                          | deutsche Erstausstrahlung |
| 1     | PP Popcorn / Perfekte Welt / Die Regenkönige                                             | 02.05.2007                |
| 2     | Die blutrünstigen Krutchianer / Die Unterwasser-Braut / Die Karotten-Könige              | 03.05.2007                |
| 3     | Zensiert / Roboterspuk / Dummheim                                                        | 04.05.2007                |
| 4     | Das Spiel ist aus / Planet Sauber / Sie sind gefeuert                                    | 05.05.2007                |
| 5     | Die Insider / Planet der Vampire / König Kunde                                           | 06.05.2007                |
| 6     | Demokratie / Unsichtbar / Die falschen Helden                                            | 07.05.2007                |
| 7     | LK 13 / Die Disco-Könige / Kaput Metal Jacket                                            | 08.05.2007                |
| 8     | Findelkinder / Was müffelt denn da / Kopflandung                                         | 09.05.2007                |
| 9     | Im Reich der Super-Ohren / Oh nein, ich bin zu Hause / In guten wie in schlechten Zeiten | 10.05.2007                |
| 10    | Planet des Friedens / Tyrann gesucht / Zarter Schmelz                                    | 11.05.2007                |
| 11    | Bobo Bibola – Der Flaschengeist / Die Legende von Kaput und Zösky / Sprachstörung /      | 12.05.2007                |
| 12    | Immer mit der Ruhe / Tut-Ench-Kaput & Zösky-tete / Kaput sieht rot                       | 14.05.2007                |
| 13    | Rückkehr zum Kuckucksnest / Der Mega-Markt / Dabeisein ist alles                         | 15.05.2007                |
| 14    | Die Jugendliebe / Kopf oder Zahl / Bitte nicht stören!                                   | 16.05.2007                |
| 15    | Die Gigantik / Die Ameisen / Es lebe die Heimat!                                         | 17.05.2007                |
| 16    | Eine Hand wäscht die andere / Planet der Tornados / Entschuldigen Sie die Unterbrechung  | 18.05.2007                |
| 17    | Videodrom / Was für ein Lärm? / Hokus Pokus                                              | 19.05.2007                |
| 18    | Raus aus meinem Garten / Die Geisterstadt / Zirkusluft                                   | 20.05.2007                |
| 19    | Robinson Hood / Nichts wie weg / Das Weltraum-Krankenhaus                                | 21.05.2007                |
| 20    | Der große Architekt / Die Spiegel-Dimension / Besuch vom Weihnachtsmann                  | 22.05.2007                |
| 21    | Aktenzeichen K & Z / Durch dick und dünn / Das Kuckucksnest                              | 23.05.2007                |
| 22    | Die große Flucht / Ich, ich, ich! / Schnitt!                                             | 24.05.2007                |
| 23    | Mamma Mia / Planet Mehr / Zwei Nullen spielen Gott                                       | 26.05.2007                |
| 24    | Hier lang! / Betrüger / Hippi, Hippie, Hurra                                             | 29.05.2007                |
| 25    | Verrücktes Universum / Bloß weg hier! / Mama, wir sind im Fernsehen!                     | 30.05.2007                |
| 26    | Das Fla-Bjöörk / Maschinen vereinigt euch! / Ex-Kaliput                                  | 31.05.2007                |